# Joni Pitkänen
Joni Pitkänen (Oulu, 19 settembre 1983) è un ex hockeista su ghiaccio finlandese, vincitore della medaglia di bronzo olimpica a Vancouver 2010.